# Shimabara-Halbinsel
Die Shimabara-Halbinsel (jap. 島原半島, Shimabara-hantō) liegt im Nordwesten der japanischen Hauptinsel Kyūshū in der Präfektur Nagasaki, etwa 40 km östlich der Stadt Nagasaki. Das Relief der Halbinsel wird dominiert vom 1500 Meter hohen aktiven Vulkangebirge Unzen. Die beiden höchsten Erhebungen des Unzen sind der 1359,3 Meter hohe Fugen-dake und der 1486 Meter hohe Heisei-Shinzan.
Im Norden befindet sich die Isahaya-Bucht (諫早湾, Isahaya-wan) und im Süden und Osten die Shimabara-Bucht, die beide zur Ariake-See gehören. Westlich liegt die Tachibana-Bucht (橘湾, Tachibana-wan) des Gewässers Amakusa-nada (天草灘).
Ein Großteil der Insel gehört zum Unzen-Amakusa-Nationalpark. Durch die starke vulkanische Aktivität finden sich auf der Halbinsel zahlreiche heiße Quellen (Onsen), die bekannteste ist der Unzen-Onsen.
Auf der Halbinsel liegt die Stadt Shimabara mit einigen historischen Häusern und der Burg Shimabara. Die Burg ist vor allem durch die Shimabara-Rebellion 1637/38 in die Geschichte eingegangen, einen Aufstand der japanischen Christen am Anfang der Edo-Zeit.
Ebenfalls auf der Halbinsel liegt das Dorf Mizunashihonjin, das bei einem Ausbruch des Unzen Anfang der neunziger Jahre verschüttet wurde und nun touristisch erschlossen ist.